# Toon Steeghs
Antonius Lambertus Gerardus (Toon) Steeghs (Maasniel, 28 april 1923 – Roermond, 23 november 2007) was een Nederlands politicus van de KVP en later het CDA.
Hij was referendaris en chef algemene zaken bij de gemeentesecretarie van Gendringen voor hij in augustus 1960 burgemeester werd van Sevenum. In augustus 1970 volgde zijn benoeming tot burgemeester van Horst wat hij tot zijn pensionering in 1988 zou blijven. In 1989 werd Steeghs waarnemend burgemeester van Heythuysen en Baexem wat hij zou blijven tot die twee op 1 januari 1991 fuseerden met de gemeente Grathem tot de gemeente Heythuysen. Eind 2007 overleed hij op 84-jarige leeftijd.
In 2020 werd in Horst de Burgemeester Steeghsstraat naar hem vernoemd.